# Culinária da Catalunha
A Culinária da Catalunha é de origem mediterrânea e partilha os ingredientes mais diferenciados de outras cozinhas da região, como os vegetais ricos em fécula (feijão, grão-de-bico, batata, lentilha, ervilha e outros), legumes frescos, frutas, o azeite de oliva e os peixes do Mediterrâneo.
A culinária catalã atual é de origem antiga e os catalães são fiéis à preservação da confecção dos pratos. Os novos burgueses, ao longo da história, simplificaram-na e a adaptaram a todas os tipos de bolso. Em geral, ela se compõe de pratos simples de serem realizados e sem muitos ingredientes, para se poder reconhecer o sabor dos produtos de boa qualidade.
Os catalães adotaram os legumes secos dos soldados romanos; os produtos e técnicas, principalmente em confeitaria, dos judeus e árabes; e finalmente as batatas, tomates, chocolate e outros produtos da América.
Os pratos são apresentados em pedaços maiores do que geralmente são encontrados na região, por isso precisavam utilizar garfos e facas.
Atualmente os jovens e mais criativos fazem uma apresentação aos pratos de sempre, ou tentam introduzir alguma novidade, mas sempre respeitando as receitas tradicionais.

## Pratos típicos

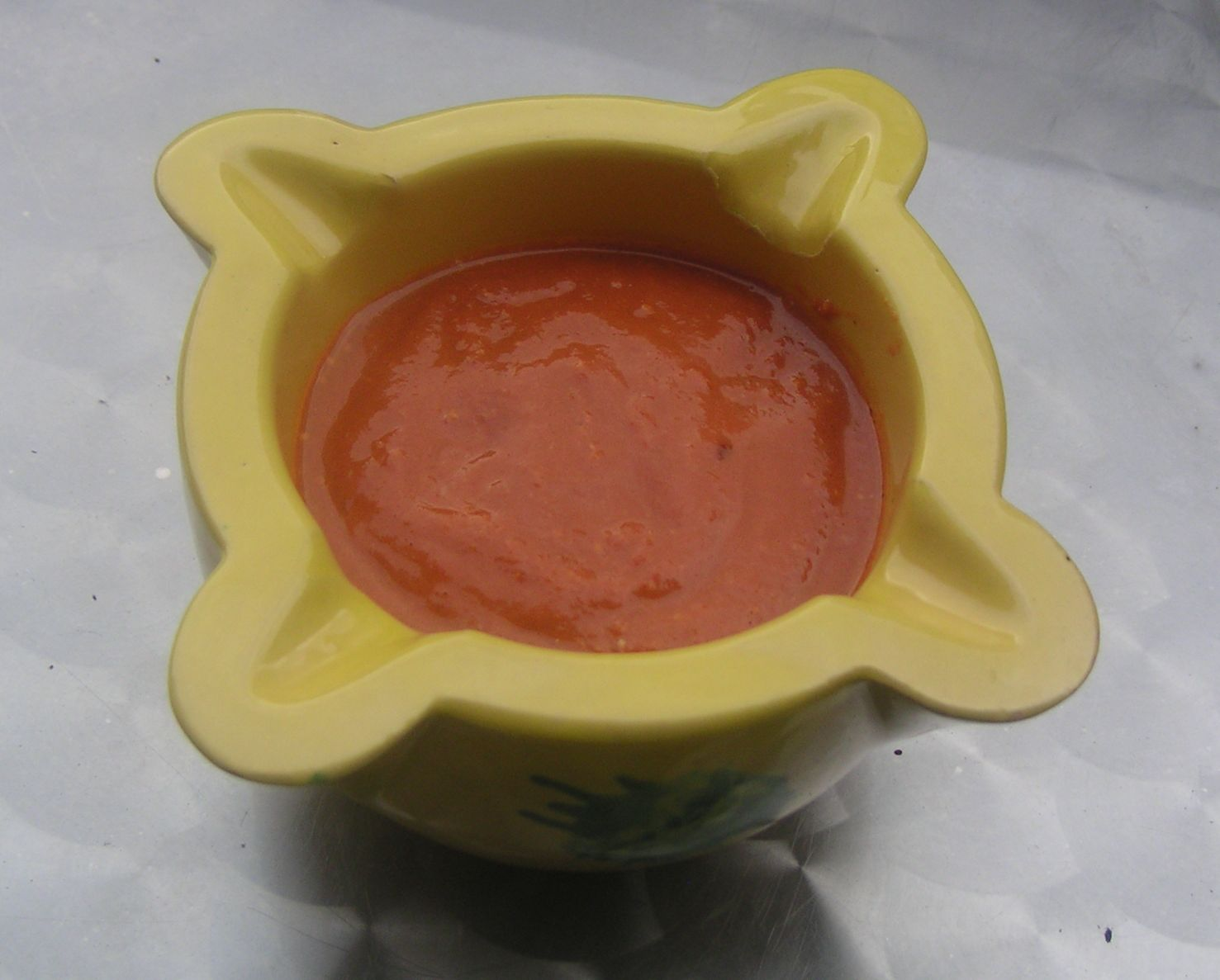
Molho romesco.

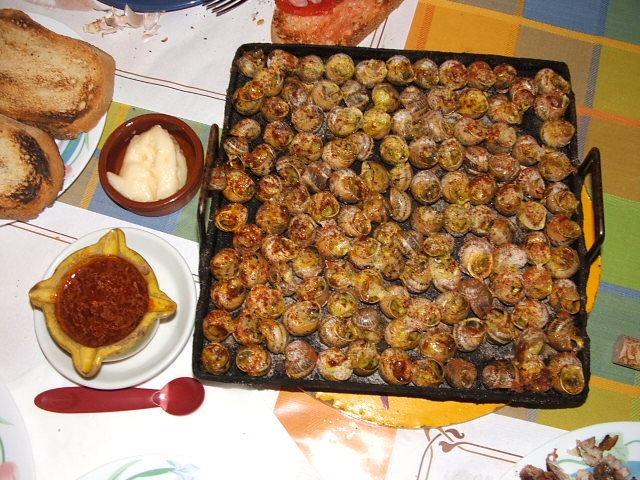
Caracoles a la llauna.

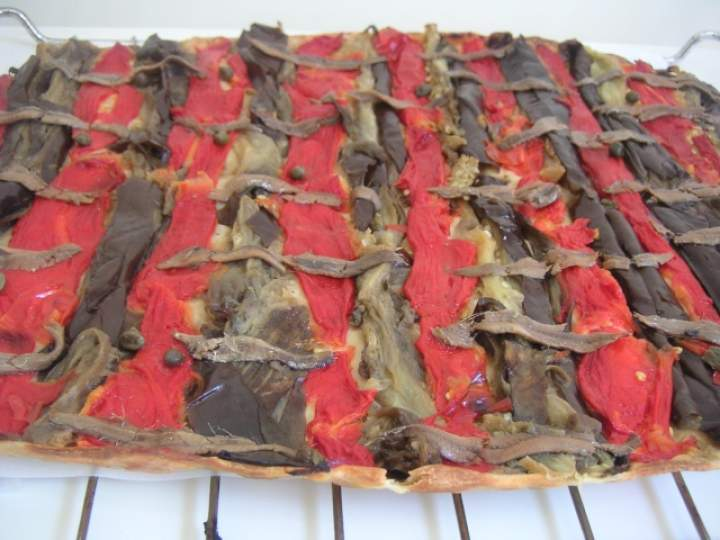
Coca de recapte.

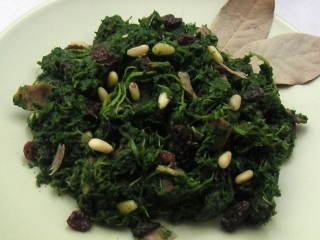
Espinafre à catalã.

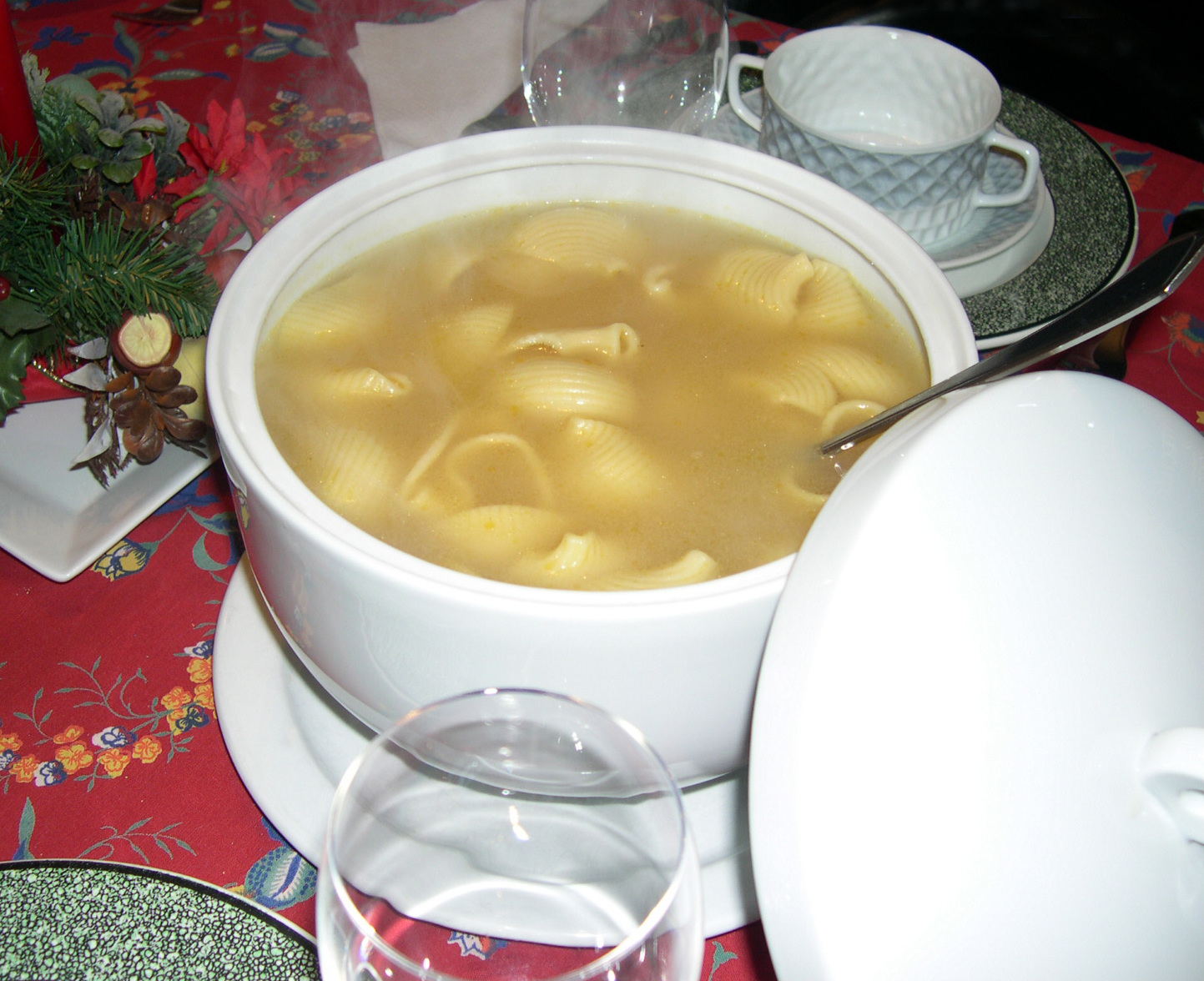
Escudella.

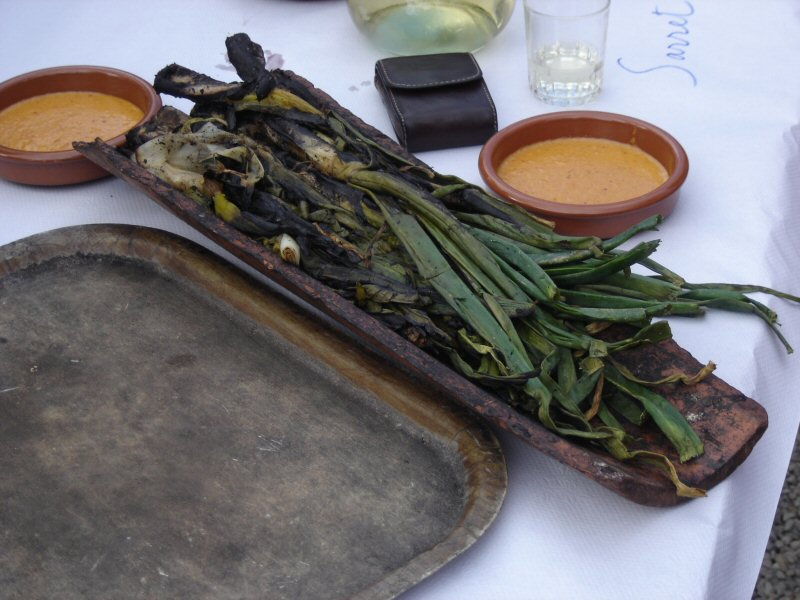
Calçots.

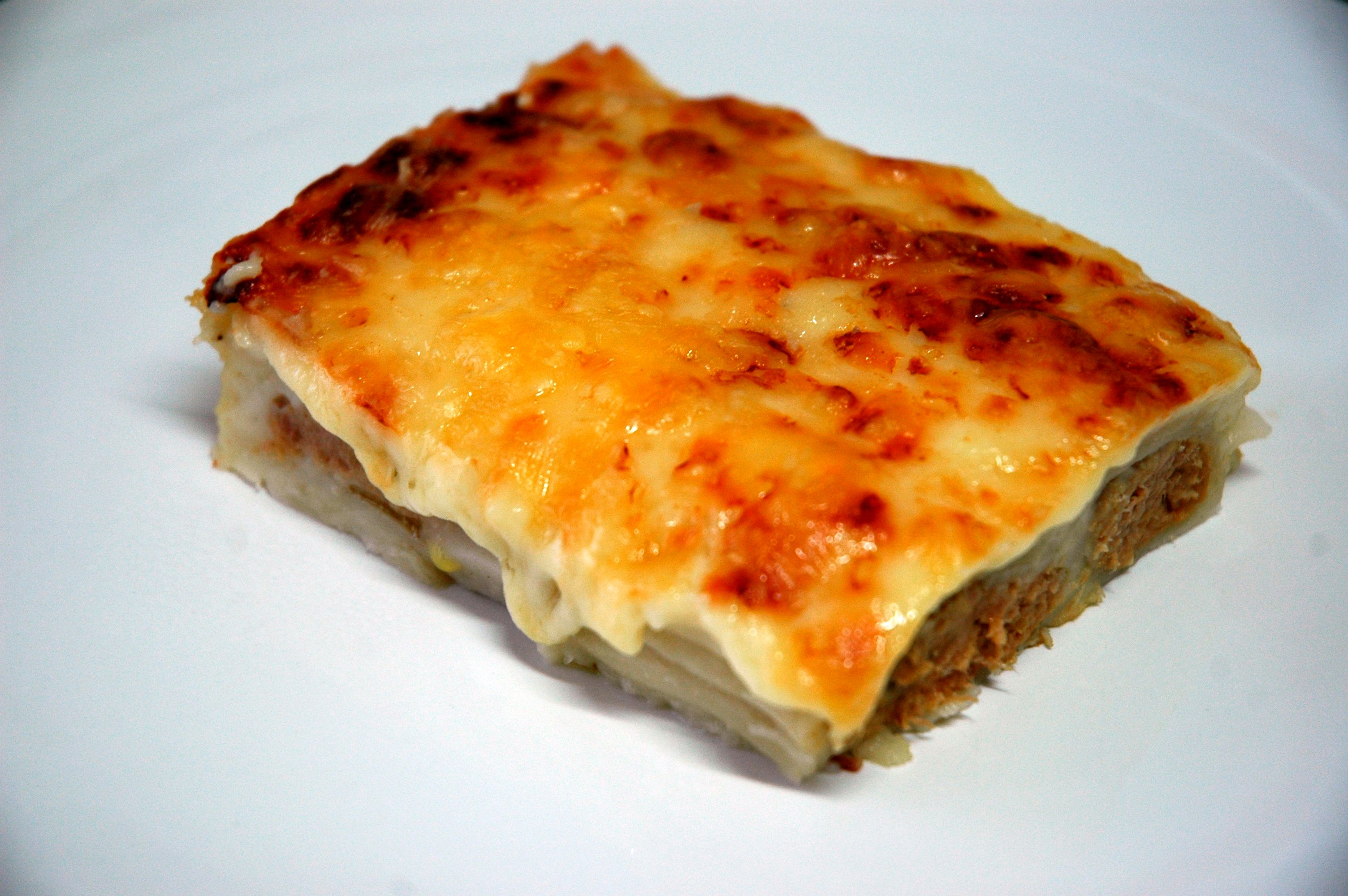
Canelones de Sant Esteve.

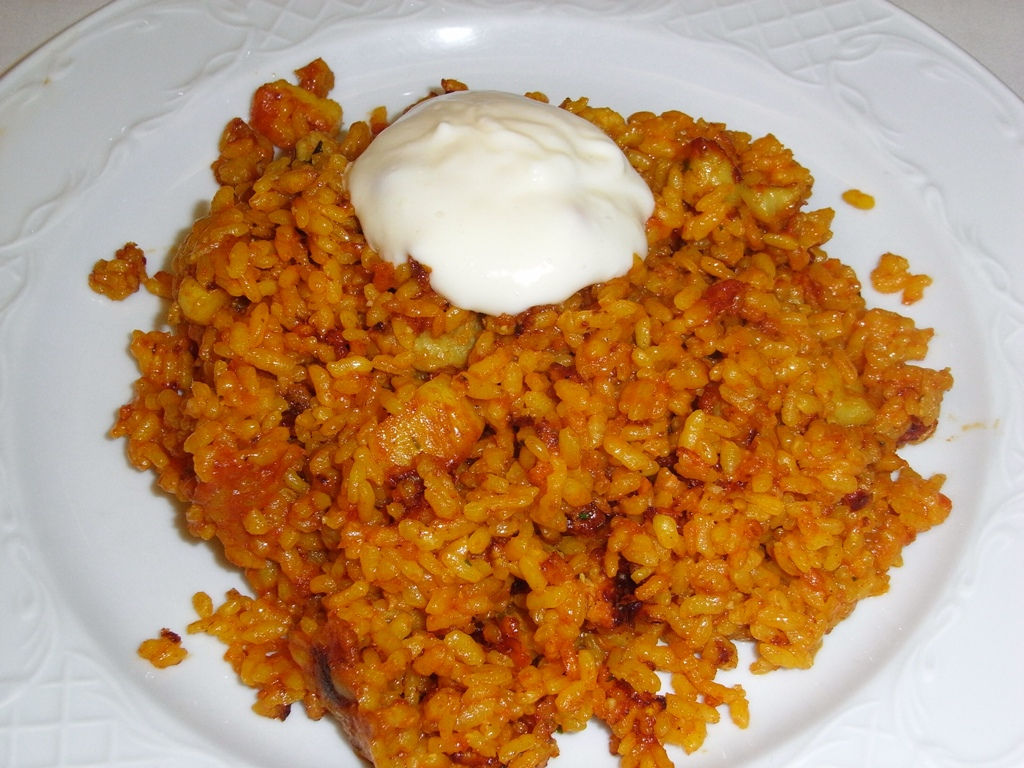
Arroz a banda.

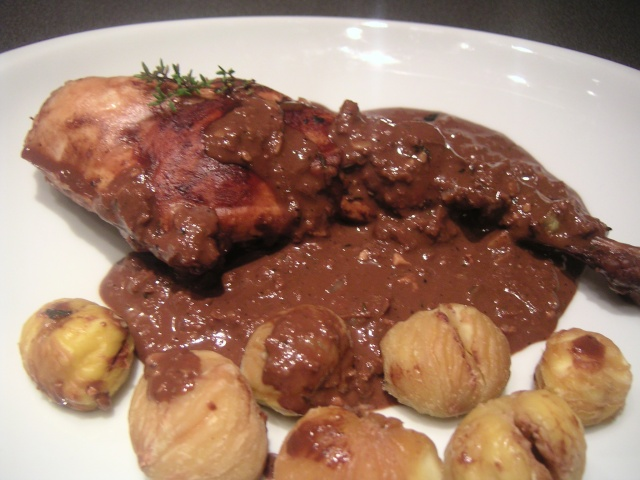
Coelho com chocolate.

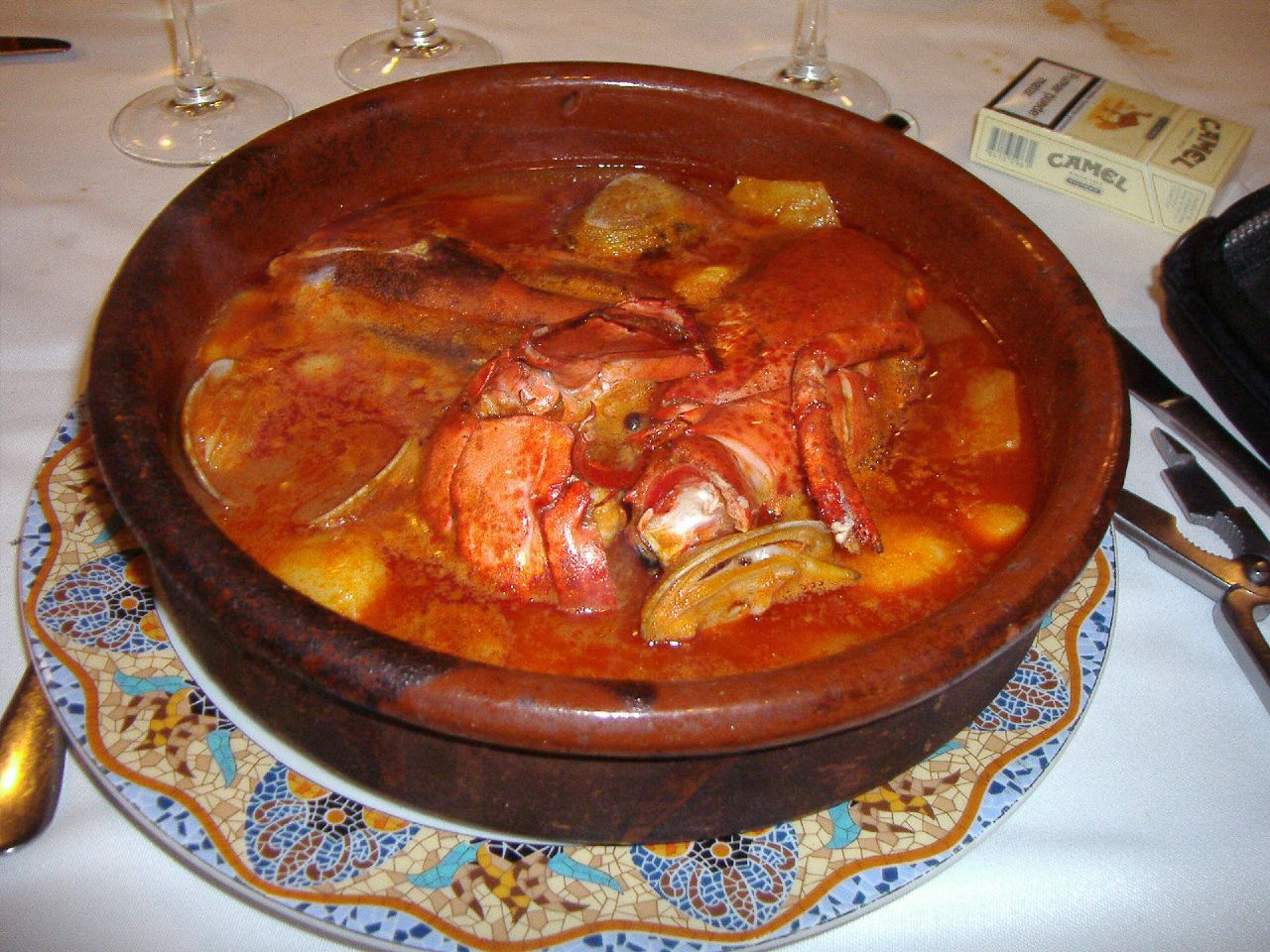
Suquet de peix.

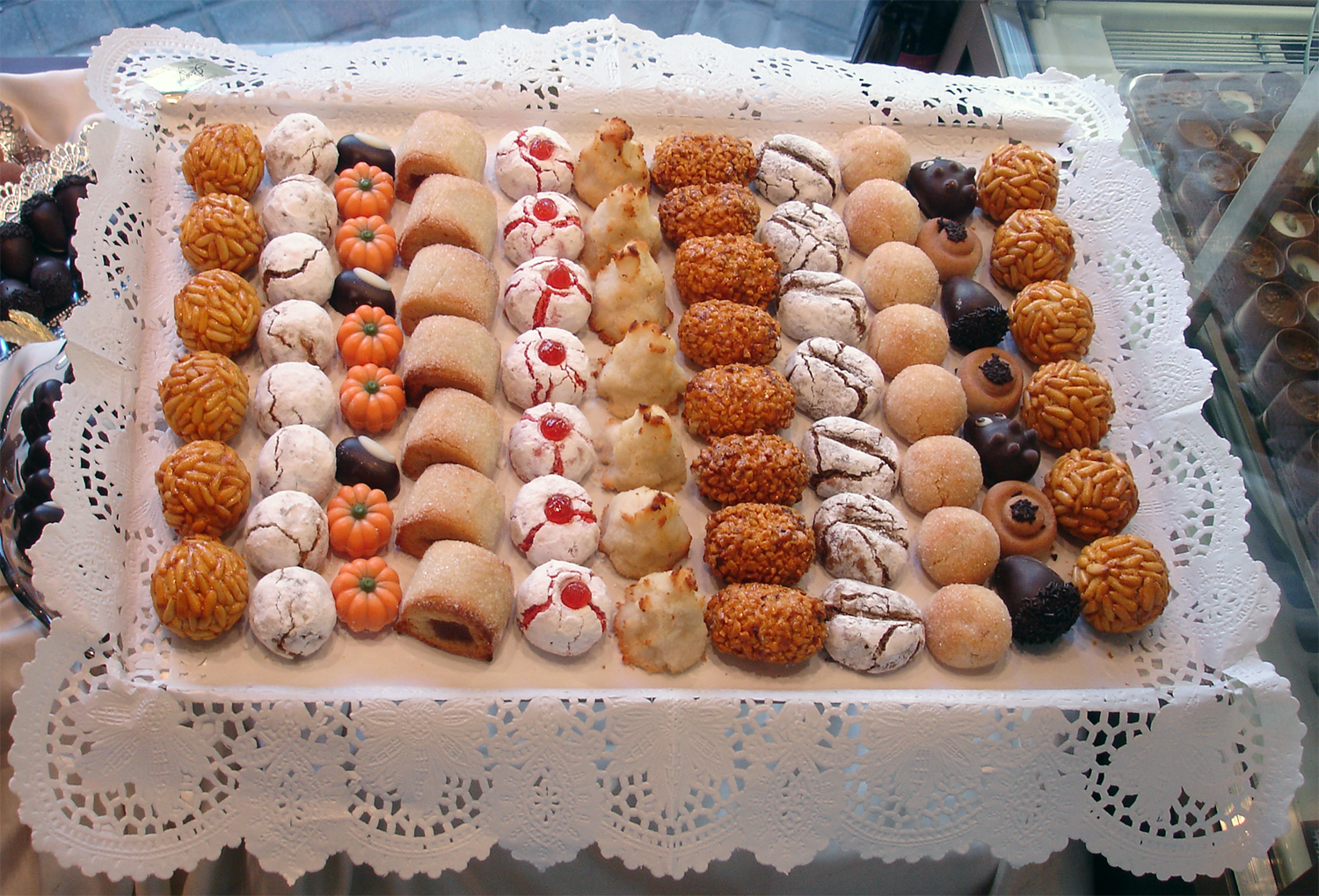
Panellets.

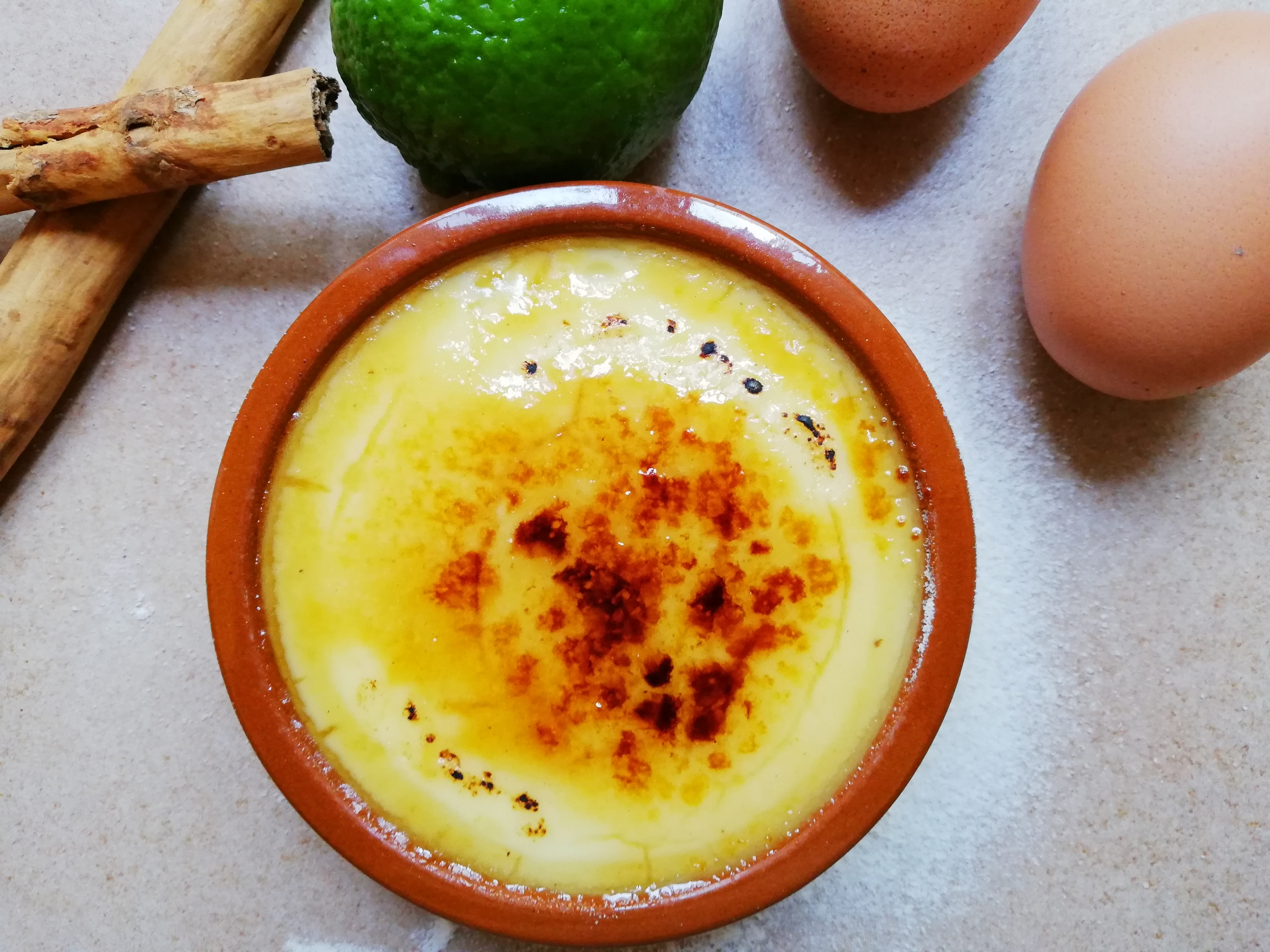
Creme catalão.

### Molhos
O alioli (all-i-oli em catalão), o sofrito e o romesco são os molhos mais característicos da culinária catalã. A picada também é outro molho típico. Consiste de uma mescla de alho, salsinha, amêndoas fritas, pinhão e pão, que se adiciona a vários pratos.

### Entradas
- Bolinhos de bacalhau
- Caracoles a la llauna: a maneira mais simples de prepará-los na Catalunha é assando-os.
- Caracoles en salsa: um dos elementos característicos da Culinária Catalã é a variedade de se prepararem os caracoles, muitas vezes com molho. Graças a isso, existe a expressão "custa mais caro o molho do que os caracóis", em referência a este prato e para assinalar um caso em que um adorno ou aspecto adicionado é mais caro do que o prato em si.
- Embutidos: entre outros, a butifarra, similar a uma salsicha, de diversos tipos: negra, branca, entre outras; o fuet de Vic e outros da comarca de Osona, como o espetec, a secallona (similar ao fuet mas com formato de "oito"), variantes da longaniza.
- Salada catalã: à base de alface, tomate, cebolinha e azeitonas, sendo específica a inclusão de alguns embutidos variados (butifarras ou fuet), especialmente os cozidos, cortados em fatias finas. Tempera-se com azeite de oliva e sal, e também pode-se acrescentar um pouco de vinagre. Às vezes, adicionam-se fatias finas de pimentão verde e vermelho.
- Escalivada é uma salada) de berinjela, pimentão vermelho, cebola e tomate, assados e cortados em tiras e frias, temperadas com azeite de oliva. Come-se como entrada ou acompanhamento, mas também é a base de muitas receitas tradicionais e modernas. [1]
- Pa amb tomàquet, pão esfregado com tomate e temperado com azeite de oliva e sal. O pão utilizado pode ser filão (pão comprido) ou o pão de payés. Acompanha embutidos e tortilhas, mas também se come com outros pratos. Na Catalunha os lanches básicos não se untam com manteiga e sim com tomate e óleo.
- Cogumelos salteados com alho e salsinha.
- Samfaina: hortaliças variadas típicas do Mediterrâneo salteadas em azeite de oliva. Existem pratos parecidos em outras regiões da Espanha e por todo o Mediterrâneo.

### Pratos principais
- Escudella de galets i carn d'olla: a escudella é um tipo de cozido, que pode levar carne bovina e de frango.
- Faves a la catalana, ou faves ofegades
- Calçots (tipo de cebola local) assadas nas chamas e regadas com um molho, geralmente o romesco.
- Canelones: geralmente de carne picada, com uma massa muito fina.
- Xató: salada com escarola, bacalhau dessalgado e molho romesco.
- Sopa de "farigola": sopa de tomilho, erva que lembra muito o orégano.
- Empedrat: salada com tomate e feijão-branco.
- Esqueixada de bacalhau dessalgado e desfiado.
- Trinchat ou trinxat de Cerdaña, com couve, batata e morcela.
- Grão-de-bico ou feijão-branco salteados com espinafre ou acelga.
- Espinafre a la catalana: salteado com uva-passa e pinhão.
- Fideus a la caçola: macarrão cozido com costeleta de porco cortada em pedaços e com osso.

Também são frequentes os pratos com macarrão, servidos diretamente com molho ou com outros ingredientes no prato, como o caso da "fideuà", os macarrões negros (fideos negros) ou o rossejat de fideos. O macarrão foi introduzido na culinária catalã pelos árabes. Na cozinha tradicional, a forma mais utilizada de se usar macarrões são os finos, do tipo "cabelo de anjo", ou grossos, com ou sem perfurações.
Também usa-se muito preparações com arroz, tanto com os ingredientes do macarrão, como em variantes da paella, como o arroz a banda, arroz de bacalhau com alcachofras, arroz parellada, arroz negro, arroz escuro ao estilo de Ampurdán, arroz con caracoles (tipo "escargot"), arroz com "espardeñas" (pepino do mar) ou arrosejat.

### Carnes
- "Mandonguilles amb sèpia", almôndegas de carne cozidas com sépia.
- Butifarra (tipo de embutido) com feijão.
- Vitela com "boletus" ou qualquer outro tipo de cogumelo como rovellones, moixernons, etc.
- Coelho con "caracoles"
- Coelho ou frango com frutos do mar: mariscos, lagostins ou lagosta. Quando o frango era caro, adicionava-se marisco ao prato para barateá-lo. Cozinham-se os ingredientes em panela de barro.
- Coelho ou frango com chocolate: Usa-se chocolate escuro para fazer liga no molho, e não manteiga ou outros tipos de gordura. Comum na culinária catalã.
- Fricandó, finíssimos cortes de vitela com molho e acompanhamentos.
- Frango recheado de ameixas secas e pinhão, cozido em panela de barro.
- Pésd e porco recheado.
- Ànec amb peres (pato com peras): este prato tem variantes com outras aves, como pavão ou frango.
- Cordeiro ou coelho na brasa com alioli, para ocasiões especiais.
- Cap-i-pota (cabeça e pata), recheado com vitela.
- Rostit, assado de frango ou coelho acompanhado de butifarra (tipo de embutido).

### Peixes
Na Catalunha o pescado de água salgada abunda em receitas, principalmente os que aguentam cocções por um período maior de tempo, fazendo parte de vários pratos. São muito apreciados. Os mais encontrados são o peixe-galo, linguado e a merluza. O peixe azul é muito popular, em especial as anchovas, sardinhas, a cavala e o atum. Também não pode faltar o bacalhau dessalgado.
O peixe em filetes come-se frito (iscas de peixe), empanado com farinha e às vezes com ovo, ou sem empanar. Também se cozinham verduras em panelas de barro e se come junto. As sopas de peixe são frequentes e variadas. No forno somente se prepara com batata e tomate.
Alguns exemplos de pratos típicos são:
- "Arengada"
- Atum com sanfaina (tipo de molho catalão)
- Bacalhau com passas e pinhão
- Dourado ao sal
- Rape "Costa Brava"
- "Suquet de peix"

São famosos:
- As anchovas de La Escala
- Enguias de Delta del Ebro

### Frutos do mar
Na culinária catalã utilizam-se frutos do mar com muita frequência, em lanches, entradas e aperitivos, geralmente em abundância e preparados de uma maneira muito simples. Logo, acompanham ou formam parte do prato, seja à base de legumes, cereais, peixe ou também os de carne (mar i muntanya). Isso se explica porque antes os mexilhões, marisco e os crustáceos em geral eram muito fáceis de se encontrar e mais baratos do que carne ou peixe. Assim, para aumentar o volume dos pratos e acrescentar proteína, completava-se um prato com um pouco de frango com a mesma quantidade de frutos do mar.
As sépias são muito apreciadas, sozinhas ou para dar sabor a outros pratos. Às vezes são substituídas por lulas. As lulas pequenas se comem puras ou recheadas com carne ou peixe. Os caranguejos pequenos são usados também para se comerem puros ou para dar sabor a sopas e arrozes.
Os ouriços do mar e os pepinos do mar são muito apreciados na Catalunha, embora também tenham sido comidos, por muito tempo, por pescadores pobres.
Alguns pratos típicos com frutos do mar são:
- Lulas recheadas de carne ou peixe
- Mexilhões à la marinera
- Lagostins al cava
- Lagostins flambados com brandy
- Lentilhas com sépia
- "Mariscada"
- Mexilhões à la marinera ou à catalana, abertos, cozidos no vapor ou fritos.
- Rabas: anéis de lula empanados
- Sépia com ervilha, onde pode-se adicionar almôndegas pequenas de carne.

São famosos:
- Caracoles pontiagudos de Villanova
- Camarões de Palamós

### Sobremesas e doces
- Creme catalão (ou Creme de Sant Josep)
- Mel i mató: quijo com mel
- Mona de Pascua de chocolate
- Bolos assados como as Cocas doces, os Torteles ou os Carquiñoles, variedade de pão com amêndoas.
- Doces: Orelletes, Panellets, Pa de pessic, Pastissets, Pets de monja, e neulas (tipo de biju)
- Buñuelos (tipo de bolinho frito)
- Borregos
- Melindres (tipo de bolacha ou biscoito)
- Variantes do torrão, típico de Xixona (Alicante), como o feito em Agramunt.

## Bebidas

### Vinhos e outras bebidas
A Catalunha também se distingue por sua tradição vinícola. As regiões de Penedés, Alella, Priorato e Segre são grandes produtoras de uma grande variedade de vinhos. O mais conhecido e exportado é o cava de Penedés, cuja produção é liderada por empresas familiares como Freixenet e Codorníu.
Também vale a pena destacar o ratafia, um licor que pode ser de pêssego, cereja ou amêndoas.

## Cozinheiros e restaurantes
Vale a pena dizer que a Catalunha oferece uma grande variedade de restaurantes com culinária de todas as regiões espanholas, bem como de culinária internacional. Barcelona é a cidade com a maior quantidade e variedade de restaurantes, já que é a maior cidade. Conta, no total com nove estrelas "Michelín" e é a primeira da lista do ano de de "Melhores cidades gastronômicas do mundo" segundo a cadeia de televisão MSNBC. Mas a culinária catalã tradicional, cotidiana dos catalães não são somente uns restaurantes na cidade e fora dela. Prova disso é que os restaurantes mais premiados estão repartidos por toda a geografia do país.
A culinária catalã é caseira, criativa, de tradição slow food muito antes de este movimento ter nascido , feita com produtos locais, frescos, de temporada e ótima qualidade. É possível comer um prato muito bom por preço justo, em estabelecimentos sem pretensões mas muito respeitáveis. A cozinha molecular com apresentações espetaculares usa os mesmos bons ingredientes mas necessita de orçamento material e pessoal maiores.
Há os que apostam na cozinha inovadora, mas respeitando e baseando-se na cozinha tradicional catalã, como:
- "El Bulli" de Ferran Adrià, que se encontra em Rosas (Gerona).
- "Sant Pau" de Carme Ruscalleda que se encontra em Sant Pol de Mar.

Enquanto outros encontram seu êxito com a cozinha tradicional de sempre, sem deixar de cuidar da apresentação e surpreender:
- "El racó de Can Fabes" de Santi Santamaría, em Sant Celoni.
- "El Celler de Can Roca" dos três irmãos Joan Roca, Josep Roca e Jordi Roca, em Gerona.

## Bibliografía
- VÀZQUEZ MONTALBÁN, Manuel, "La cocina de los mediterraneos (viaje por las cazuelas de Cataluña, Valencia y Baleares)", Barcelona, 2008: Ediciones B. ISBN 84-9872-109-1
- Llibre de Sent Soví, obra imprescindível para compreender a cozinha catalã da Gastronomia da Idade Média.